# Getafe Club de Fútbol 2019-2020
Questa voce raccoglie le informazioni riguardanti il Getafe Club de Fútbol nelle competizioni ufficiali della stagione 2019-2020.

## Maglie e sponsor
| Casa | Trasferta | Terza divisa |

Sponsor ufficiale: Tecnocasa
Fornitore tecnico: Joma

## Organico

### Rosa
In corsivo i calciatori ceduti durante la stagione
| N. |                       | Ruolo | Calciatore         |
| -- | --------------------- | ----- | ------------------ |
| 1  | Argentina (bandiera)  | P     | Leandro Chichizola |
| 2  | Togo (bandiera)       | D     | Djené              |
| 3  | Portogallo (bandiera) | D     | Antunes            |
| 4  | Uruguay (bandiera)    | D     | Erick Cabaco       |
| 5  | Spagna (bandiera)     | C     | Markel Bergara     |
| 5  | Nigeria (bandiera)    | C     | Oghenekaro Etebo   |
| 6  | Uruguay (bandiera)    | D     | Leandro Cabrera    |
| 6  | Spagna (bandiera)     | D     | Chema              |
| 7  | Spagna (bandiera)     | A     | Jaime Mata         |
| 8  | Spagna (bandiera)     | C     | Francisco Portillo |
| 9  | Spagna (bandiera)     | A     | Ángel Rodríguez    |
| 10 | Spagna (bandiera)     | A     | Enric Gallego      |
| 11 | Senegal (bandiera)    | A     | Amath Ndiaye       |
| 12 | Camerun (bandiera)    | D     | Allan Nyom         |
| 13 | Spagna (bandiera)     | P     | David Soria        |

| N. |                    | Ruolo | Calciatore              |
| -- | ------------------ | ----- | ----------------------- |
| 14 | Spagna (bandiera)  | D     | Raúl García             |
| 14 | Brasile (bandiera) | A     | Deyverson               |
| 15 | Spagna (bandiera)  | D     | Marc Cucurella          |
| 16 | Spagna (bandiera)  | D     | Xabier Etxeita          |
| 17 | Uruguay (bandiera) | D     | Mathías Olivera         |
| 18 | Uruguay (bandiera) | C     | Mauro Arambarri         |
| 19 | Spagna (bandiera)  | A     | Jorge Molina (capitano) |
| 20 | Serbia (bandiera)  | C     | Nemanja Maksimović      |
| 21 | Marocco (bandiera) | C     | Fayçal Fajr             |
| 22 | Uruguay (bandiera) | D     | Damián Suárez           |
| 23 | Spagna (bandiera)  | A     | Jason                   |
| 24 | Spagna (bandiera)  | C     | David Timor             |
| 25 | Brasile (bandiera) | A     | Kenedy                  |
| 26 | Spagna (bandiera)  | A     | Hugo Duro               |
| 28 | Francia (bandiera) | C     | Florent Poulolo         |

## Calciomercato

### Sessione estiva
| Acquisti         | Acquisti            | Acquisti           | Acquisti                   |
| R.               | Nome                | da                 | Modalità                   |
| ---------------- | ------------------- | ------------------ | -------------------------- |
| A                | Enric Gallego       | Huesca             | definitivo (6 milioni €)   |
| D                | Allan Nyom          | West Bromwich      | definitivo (3 milioni €)   |
| C                | Fayçal Fajr         | Caen               | definitivo (1,5 milioni €) |
| A                | Jack Harper         | Malaga             | definitivo (1,5 milioni €) |
| D                | Xabier Etxeita      | Athletic Bilbao    | gratuito                   |
| C                | David Timor         | Las Palmas         | gratuito                   |
| D                | Raúl García Carnero | Girona             | gratuito                   |
| A                | Kenedy              | Chelsea            | prestito                   |
| D                | Marc Cucurella      | Barcellona         | prestito                   |
| A                | Jason               | Valencia           | prestito                   |
| Altre operazioni |                     |                    |                            |
| R.               | Nome                | da                 | Modalità                   |
| A                | Robert Ibáñez       | Osasuna            | fine prestito              |
| A                | José Carlos Lazo    | Lugo               | fine prestito              |
| A                | Merveil Ndockyt     | Barcellona Atlètic | fine prestito              |
| A                | Álvaro Jiménez      | Sporting Gijón     | fine prestito              |
| A                | Chuli               | Extremadura UD     | fine prestito              |
| P                | Filip Manojlović    | Paniōnios          | fine prestito              |

| Cessioni         | Cessioni             | Cessioni            | Cessioni                 |
| R.               | Nome                 | da                  | Modalità                 |
| ---------------- | -------------------- | ------------------- | ------------------------ |
| A                | Robert Ibáñez        | Osasuna             | definitivo (2 milioni €) |
| A                | José Carlos Lazo     | Almería             | prestito (250 mila €)    |
| A                | Merveil Ndockyt      | Osijek              | prestito                 |
| A                | Álvaro Jiménez       | Albacete            | prestito                 |
| A                | Chuli                | Recreativo Huelva   | gratuito                 |
| C                | Gaku Shibasaki       | Deportivo La Coruña | gratuito                 |
| D                | Ignasi Miquel        | Girona              | prestito                 |
| A                | Jack Harper          | Alcorcón            | prestito                 |
| A                | Iván Alejo           | Cadice              | prestito                 |
| P                | Rubén Yáñez          | Huesca              | prestito                 |
| C                | Mathieu Flamini      |                     | ritiro                   |
| Altre operazioni |                      |                     |                          |
| R.               | Nome                 | da                  | Modalità                 |
| D                | Dimitri Foulquier    | Watford             | fine prestito            |
| C                | Samuel Sáiz          | Leeds Utd           | fine prestito            |
| C                | Sebastián Cristóforo | Fiorentina          | fine prestito            |

### Sessione invernale
| Acquisti | Acquisti         | Acquisti          | Acquisti                   |
| R.       | Nome             | da                | Modalità                   |
| -------- | ---------------- | ----------------- | -------------------------- |
| D        | Erick Cabaco     | Levante           | definitivo (8 milioni €)   |
| D        | Chema            | Nottingham Forest | definitivo (1,5 milioni €) |
| C        | Oghenekaro Etebo | Stoke City        | prestito                   |
| A        | Deyverson        | Palmeiras         | prestito                   |

| Cessioni | Cessioni            | Cessioni        | Cessioni                 |
| R.       | Nome                | da              | Modalità                 |
| -------- | ------------------- | --------------- | ------------------------ |
| D        | Leandro Cabrera     | Espanyol        | definitivo (9 milioni €) |
| D        | Bruno González      | Levante         | gratuito                 |
| A        | Enric Gallego       | Osasuna         | prestito                 |
| D        | Raúl García Carnero | Real Valladolid | fine prestito            |
| C        | Markel Bergara      |                 | ritiro                   |

## Risultati

### UEFA Europa League

#### Fase a gironi
| Arbitro: | Matej Jug |

|           |           |  |
| Ángel 18’ | Marcatori |  |

| Arbitro: | Ivan Bebek |

|         |           |                |
| Ari 69’ | Marcatori | 36’, 61’ Ángel |

| Arbitro: | Jérôme Brisard |

|  |           |          |
|  | Marcatori | 18’ Frei |

| Arbitro: | Serhij Bojko |

|                    |           |                 |
| Cabral 8’ Frei 60’ | Marcatori | 45’ (rig.) Mata |

| Arbitro: | Andris Treimanis |

|  |           |          |
|  | Marcatori | 50’ Mata |

| Arbitro: | Daniel Siebert |

|                                   |           |  |
| Cabrera 76’ Molina 78’ Kenedy 86’ | Marcatori |  |

#### Fase ad eliminazione diretta
| Arbitro: | Ruddy Buquet |

|                            |           |  |
| Deyverson 38’ Kenedy 90+3’ | Marcatori |  |

| Arbitro: | Anastasios Sidīropoulos |

|                               |           |         |
| Danilo 10’ Olivera 63’ (aut.) | Marcatori | 5’ Mata |

| Arbitro: | Anthony Taylor |

|                        |           |  |
| Lukaku 33’ Eriksen 83’ | Marcatori |  |